# أودياه سيديبي
أودياه سيديبي (بالفرنسية: Odiah Sidibé)‏ هي عداءة مسافات قصيرة فرنسية من أصل غيني ولدت في يوم 13 يناير 1970 في بلدة فريجوس في فرنسا. أبرز إنجازاتها هو فوزها بالميدالية الفضية في سباق 4*100 متر في بطولة العالم لألعاب القوى 2001 في إدمونتون.